# 伯爵
伯是中国古代爵位名，一些鄰近國家受中國影響也以此為爵位名。歐洲中世紀以後，中文也用“伯爵”來翻译相應的爵位等級封号（例如法國之Comte、英國之Earl、德國之Graf、北歐之Jarl等）。

## 中国
自中國先秦時代開始，已有君主賜封伯爵，是中國古代封建制度五等爵的第三等。《禮記·王制》：「王者之制祿爵，公、侯、伯、子、男，凡五等」。周朝诸侯国中國君的爵位是伯爵的有燕国、秦国、曹国、郑国、梁国等。
中国历代伯爵
- 晋朝伯爵列表
- 十六国伯爵列表
- 南朝伯爵列表
- 北朝伯爵列表
- 隋朝伯爵列表
- 唐朝伯爵列表
- 五代十国伯爵列表
- 宋朝伯爵列表
- 辽朝伯爵列表
- 金朝伯爵列表
- 元朝伯爵列表
- 明朝伯爵列表
- 清朝伯爵列表

## 欧洲贵族
欧洲國家貴族爵位中，從最低級以上的第三級一般在中文裏譯作“伯爵”，在侯爵之下，在子爵之上。
歐洲大陸部分國家的伯爵爵位名稱出自羅馬帝國的头衔“随从官（拉丁文：Comes）”，本意为侍从。例如，法語“伯爵”為Comte，出自拉丁文comitem，即comes的宾格。
而在北歐國家，則有不同源的爵位名稱Jarl，原意是“部落首領”，與此同源的是英國的“伯爵”：Earl。Earl是英国爵位中，唯一不源于法语的单词。同时，女性头衔Countess（伯爵夫人、女伯爵），则与其他英国爵位头衔同样源于法语:349。
德國的伯爵則稱爲Graf，使用這一名稱的還有奧地利、匈牙利等其他曾經受神聖羅馬帝國和奧匈帝國直接統治的國家。
法國的伯爵代表國王，擁有國王的權力。公爵是領地更大的伯爵，侯爵則是統治邊疆的伯爵，侯爵通常是優秀的戰士。
此外，英語裏的行政區劃county（一般譯作“郡”或“縣”）則來自法語Comte的英譯，即Count，原意是“伯爵的領地”。